# Tyrrell 025
El Tyrrell 025 fue el coche con el que el equipo Tyrrell compitió en la temporada 1997 de Fórmula 1. Lo conducían el finlandés Mika Salo, que cumplía su tercera temporada con el equipo, y el holandés Jos Verstappen, que pasó de Footwork.

## Desarrollo
El 025 fue una evolución del 024 del año anterior, con motores Ford V8 en lugar de Yamaha V10 en aras de la confiabilidad. Sin embargo, esto se produjo a expensas de la potencia frente a los coches V10.
Como siempre, el equipo utilizó un buen grado de innovación técnica. El 025 evitó un alerón delantero de doble soporte por una unidad de un solo avión destinada a limpiar el flujo de aire debajo del automóvil. En circuitos de alta carga aerodinámica (como Mónaco), se instalaron dos alas adicionales a cada lado de la cabina. Para distinguir entre los pilotos, los de Verstappen fueron pintados de amarillo y los de Salo de naranja oscuro. Estos "X-wings" serían prohibidos durante 1998 debido a problemas de seguridad en el pitlane, momento en el que otros equipos habían comenzado a usarlos.

## Historia
El año fue en gran medida decepcionante para el equipo. El chasis estaba bien equilibrado, los pilotos eran rápidos y la estrategia era buena, pero el aumento de la competitividad en el deporte los limitó a una batalla con su compañero V8 Minardi durante gran parte de la temporada. La frustración del equipo procedía de que los coches a menudo estaban más cerca en términos de ritmo que los primeros que en 1996, pero más lejos en la parrilla y en los resultados de la carrera.
Los dos puntos del equipo provinieron de una inventiva carrera continua de Salo en el Gran Premio de Mónaco de 1997 para terminar quinto, a pesar de tener un alerón delantero dañado. Serían los últimos puntos de Tyrrell en la F1, ya que Ken Tyrrell posteriormente vendió el equipo a British American Tobacco, convirtiéndose en British American Racing para la temporada 1999. Paul Stoddart, más tarde propietario de Minardi, se convirtió en uno de los principales patrocinadores. Estuvo a punto de comprar el equipo y, de hecho, le había ofrecido a Ken Tyrrell un plan de tres años para reformar completamente el departamento técnico del equipo, que incluía un túnel de viento interno y el uso de los aviones de su compañía European Aviation para el transporte del equipo, pero el acuerdo con BAR ya se había cerrado. hecho.
El equipo acabó décimo en el Campeonato de Constructores, gracias a los dos puntos conseguidos por Salo en Mónaco.

## Resultados
(Clave) (negrita indica pole position) (cursiva indica vuelta rápida)

| Año     | Motor   | Neu. | N.º | Pilotos        | 1   | 2   | 3   | 4   | 5   | 6   | 7   | 8   | 9   | 10  | 11  | 12  | 13  | 14  | 15  | 16  | 17  | Puntos | Pos. |
| ------- | ------- | ---- | --- | -------------- | --- | --- | --- | --- | --- | --- | --- | --- | --- | --- | --- | --- | --- | --- | --- | --- | --- | ------ | ---- |
| 1997    | Ford V8 | G    |     |                | AUS | BRA | ARG | SMR | MON | ESP | CAN | FRA | GBR | GER | HUN | BEL | ITA | AUT | LUX | JPN | EUR | 2      | 10.º |
| 1997    | Ford V8 | G    | 18  | Jos Verstappen | Ret | 15  | Ret | 10  | 8   | 11  | Ret | Ret | Ret | 10  | Ret | Ret | Ret | 12  | Ret | 13  | 16  | 2      | 10.º |
| 1997    | Ford V8 | G    | 19  | Mika Salo      | Ret | 13  | 8   | 9   | 5   | Ret | Ret | Ret | Ret | Ret | 13  | 11  | Ret | Ret | 10  | Ret | 12  | 2      | 10.º |
| Fuente: |         |      |     |                |     |     |     |     |     |     |     |     |     |     |     |     |     |     |     |     |     |        |      |